# Theodor Kolde
Theodor (von) Kolde, född 6 maj 1850 i Friedland, Oberschlesien, död 21 oktober 1913 i Erlangen, var en tysk kyrkohistoriker.
Kolde blev e.o. professor i Marburg 1879 och professor i kyrkohistoria i Erlangen 1881. Han ägnade huvuddelen av sin kyrkohistoriska forskning åt Martin Luther och reformationen. Bland hans många skrifter märks Martin Luther, eine Biographie (två band, 1884-93) samt Friedrich der Weise und die Anfänge der Reformation (1891), Luthers Selbstmord, eine Geschichtslüge (tredje upplagan 1890), Beiträge zur bayrischen Kirchengeschichte (13 band, 1895-1907), Andreas Althamer (1895), Pater Denifle etc. (andra upplagan 1904), Die älteste Redaktion der Augsburger Konfession (1906) och Historische Einleitung in den symbolischen Büchern der lutherischen Kirche (1907). Även åt brittisk kyrkohistoria under 1800-talet ägnade han undersökningar, bland annat de uppmärksammade Die Heilsarmee (andra upplagan 1899) och Edward Irving (1901). Han adlades 1910.